# Gierman Titow

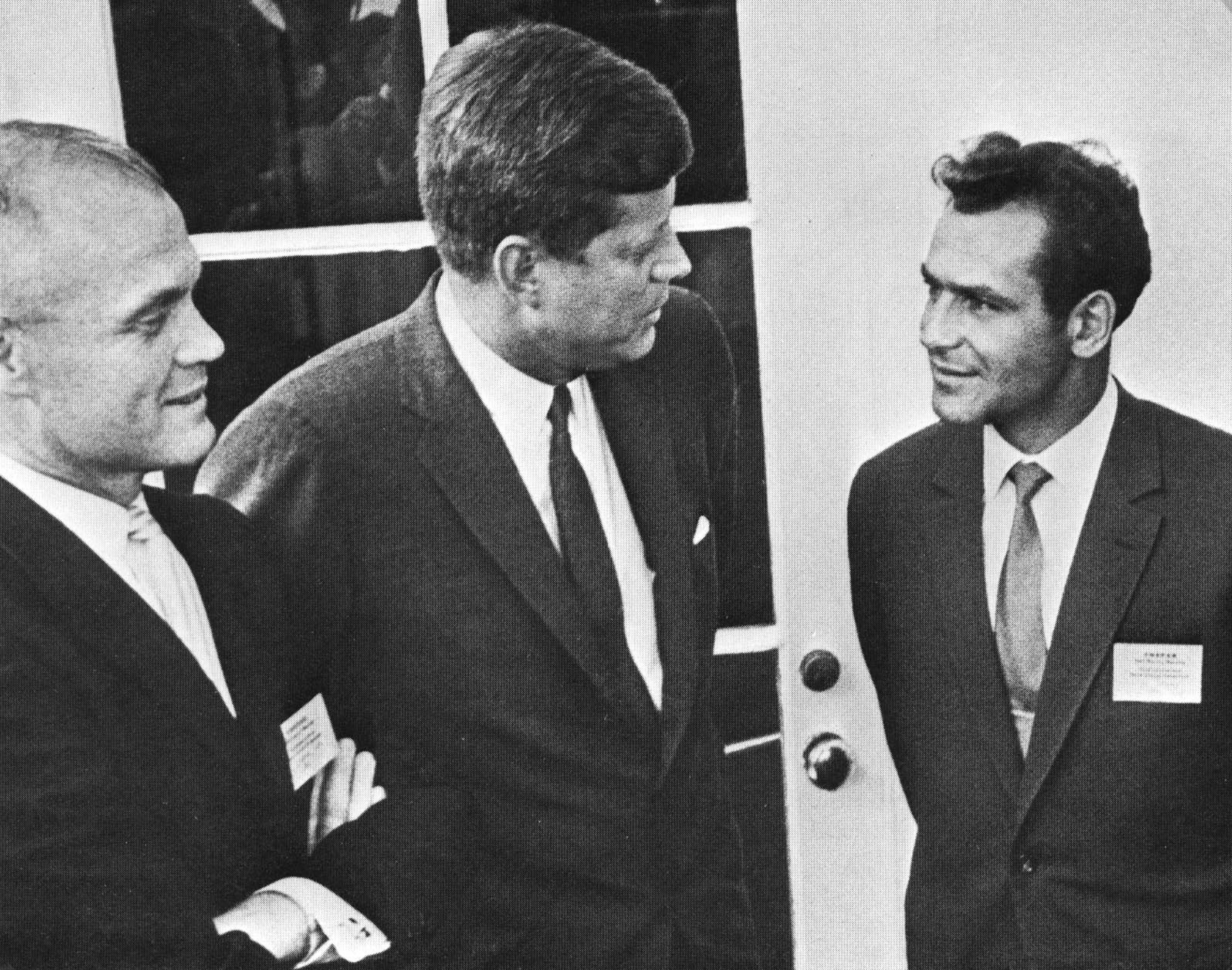
Gierman Titow (po prawej) w rozmowie
z Johnem Kennedym i Johnem Glennem

Gierman Stiepanowicz Titow, ros. Герман Степанович Титов (ur. 11 września 1935 w Wierchnim Żylinie, zm. 20 września 2000 w Moskwie) – radziecki astronauta, pilot myśliwski i doświadczalny, generał pułkownik lotnictwa, Lotnik Kosmonauta ZSRR.
Jako pierwszy przebywał na orbicie całą dobę i ręcznie sterował statkiem kosmicznym.

## Życiorys
Urodził się we wsi Wierchnieje Żylino w Kraju Ałtajskim w Związku Radzieckim. Od 1953 służył w Armii Radzieckiej. W 1955 ukończył wojskową wstępną szkołę lotniczą, a w 1957 Stalingradzką Wojskową Szkołę Lotniczą w Nowosybirsku. Następnie pełnił służbę jako pilot w lotnictwie wojskowym ZSRR w leningradzkim okręgu wojskowym. Został wybrany do pierwszego oddziału kosmonautów radzieckich (WWS 1), gdzie był dublerem Jurija Gagarina przed jego pierwszym lotem.
Titow wystartował do swojego lotu kosmicznego 6 sierpnia 1961 na pokładzie statku Wostok 2. Była to odpowiedź ZSRR na loty Alana Sheparda (5 maja 1961) oraz Virgila Grissoma (21 lipca 1961), które nastąpiły bardzo szybko po locie Gagarina (12 kwietnia 1961). Jak zwykle, nie podano programu lotu. Szybko okazało się, że Titow nie lądował ani po jednym okrążeniu, ani po trzech. Lot trwał ponad dobę i był sukcesem przede wszystkim Siergieja Korolowa, konstruktora „Wostoka” i jego rakiety nośnej.
Dopiero po wielu latach podano do publicznej wiadomości, że lot Titowa nie był perfekcyjny, a sam Titow przez wiele godzin cierpiał na „chorobę kosmiczną”, spowodowaną jego słabą akomodacją do stanu nieważkości.
W 1968 Titow ukończył inżynierię lotniczą w Wojskowej Akademii Inżynieryjnej Sił Powietrznych, a w 1972 Akademię Sztabu Generalnego. Od lat 70. XX wieku zajmował różne kierownicze stanowiska w Głównym Zarządzie Środków Kosmicznych (GUKOS) Ministerstwa Obrony, zajmującym się radzieckim programem wykorzystania kosmosu do celów militarnych. W 1991, w stopniu generała pułkownika, odszedł do rezerwy. W latach 90. zajmował się nadal działaniem w organizacjach kosmonautycznych, a także działalnością polityczną – był deputowanym do Dumy Państwowej Rosji pierwszych trzech kadencji.
Zmarł na zawał serca w swojej saunie w Moskwie 20 września 2000. Został pochowany na cmentarzu Nowodziewiczym.
Podobnie jak inni radzieccy kosmonauci, Titow za lot kosmiczny został uhonorowany tytułem Bohatera Związku Radzieckiego 9 sierpnia 1961 roku. Był także dwukrotnie odznaczony Orderem Lenina, Orderem Rewolucji Październikowej, Orderem Czerwonego Sztandaru Pracy, Orderem „Za zasługi dla Ojczyzny” 3. klasy oraz innymi odznaczeniami.
Stowarzyszenie Uczestników Lotów Kosmicznych (Association of Space Explorers) przyznało mu pośmiertnie Universal Astronaut Insignia za lot orbitalny (nr 2).

## Wykaz lotów
| L.p. | Data startu     | Statek kosmiczny | Data lądowania  | Funkcja | Czas trwania                 |
| ---- | --------------- | ---------------- | --------------- | ------- | ---------------------------- |
| 1    | 6 sierpnia 1961 | Wostok 2         | 7 sierpnia 1961 | Pilot   | 1 dzień 1 godzina i 18 minut |

Łączny czas spędzony w kosmosie – 1 dzień 1 godzina i 18 minut